# Die Faust in der Tasche
Die Faust in der Tasche ist ein deutsches Sozialdrama aus dem Jahr 1978. Der Regisseur Max Willutzki thematisiert in diesem Film die Situation jugendlicher Arbeitsloser in der Bundesrepublik der ausgehenden 1970er Jahre.

## Handlung
Im Mittelpunkt des Geschehens steht eine Gruppe von 16- bis 18-jährigen Jungen und Mädchen mit den Sehnsüchten und Hoffnungen ihrer Generation. Die meisten von ihnen haben nach dem Schulabschluss keine Arbeit gefunden und leben in den Tag hinein. Sie begeistern sich für Rockmusik und Motorräder und sind auch dem Alkohol- und Drogenkonsum nicht abgeneigt. Einer von ihnen ist Wolfgang, von der Clique stets „Wolle“ genannt.
Wolle hat eine Ausbildung als Industrie-Lackierer absolviert, wurde aber nach dem Ende seiner Lehrzeit nicht übernommen. Diese in seinen Augen grundlose Entlassung sieht der junge Mann als persönliche Schmach und soziale Degradierung und verschweigt sie daher den Kumpels und seiner Freundin Elke wie auch seinen Eltern. Stattdessen jobbt er als Fahrer eines Getränkelieferanten, um sich so finanziell über Wasser zu halten. Eines Tages fliegt Wolles „Doppelleben“ auf, als ihn Elkes Mutter zufällig bei seiner neuen Tätigkeit sieht. Elke ist enttäuscht von Wolles mangelndem Vertrauen und trennt sich von ihm.
Für den wenig gefestigten Wolle ist dies ein Tiefschlag, den er nicht mehr verkraften kann. Er beginnt sich hemmungslos zu betrinken und wird zu allem Überfluss auch noch von seinem neuen Arbeitgeber gefeuert. Auf dem Arbeitsamt lernt er den Benediktinerbruder Lukas kennen. Der katholische Priester ist sehr engagiert in seinen Anstrengungen, alkohol- und drogengefährdete Jugendliche, die ihr Leben als perspektivlos empfinden, von der Straße zu holen. Als zentrales Ergebnis seiner Jugendarbeit will er mit den jungen Leuten einen Jugendclub aufbauen. Für Wolle hat Lukas einen Job als Lackierer in Aussicht, doch ein anderer, Wolles Kumpel Eddie, ist schneller und schnappt diesen Wolle vor der Nase weg. Dessen Situation droht sich zu verschlimmern, als er Archie kennenlernt. Diese ebenso undurchsichtige wie schräge Persönlichkeit bringt Wolle endgültig auf die schiefe Bahn. Archie überredet ihn, gestohlene Spirituosen mit Gewinn unter der Hand weiterzuverkaufen.
Eines Tages steht die Polizei vor der Tür und droht damit, den mühsam auf die Beine gestellten Jugendclub gleich wieder zu schließen, denn der Diebstahl und die Hehlerei sind aufgeflogen. Wolle und seine Clique besetzen daraufhin ihren Rückzugsort, den Club. Als die Polizei die Einrichtung stürmen will, entschließt sich Wolle zu einer letzten Verzweiflungstat: Er steigt auf das Gebäudedach und droht damit, in die Tiefe zu springen.

## Produktion
Die Dreharbeiten fanden an 46 Drehtagen zwischen dem 1. März und dem 5. Mai 1978 statt. Die FSK-Prüfung erfolgte am 28. November 1978. Die Uraufführung war am 5. Oktober 1978 im Rahmen eines Filmfestivals in Paris, die deutsche Erstaufführung am 27. Oktober 1978 im Rahmen der Hofer Filmtage. Deutschlandweit startete der Film jedoch erst am 25. Januar 1979 in drei Berliner Kinos.
Die TV-Erstausstrahlung erfolgte am Montag, 15. Dezember 1980 im ZDF.
Die Faust in der Tasche war der erste Kinospielfilm Manfred Krugs nach seiner Ausreise von der DDR in die Bundesrepublik Deutschland (1977).
Götz Heymann zeichnete für die Ausstattung verantwortlich, die Kostüme stammen von Ursula Zeller. 
Der Film erhielt das Prädikat „besonders wertvoll“.

## Kritik
Das Lexikon des Internationalen Films befand: „Wohlgemeinte Kolportage, die sich im kirchlichen Bereich besonders ignorant gibt. Inszenatorisch und darstellerisch von hohem Anspruch.“
In Cinema heißt es: „In Zusammenarbeit mit Ernst Hannawald, der in dem umstrittenen Film „Die Konsequenz“ sein Debüt gab, Ursela Monn und Manfred Krug, einem renommierten Schauspieler aus der DDR, ist Max Willutzky ein engagierter und zugleich spannender Film gelungen.“